# Villa Patrice-Boudard
La villa Patrice-Boudard est une voie du 16e arrondissement de Paris, en France.

## Description
La villa Patrice-Boudard est une voie privée située dans le 16e arrondissement de Paris. Elle débute au 25, rue Jean-de-La-Fontaine et se termine en impasse.
Le quartier est desservi par la ligne 9 à la station Jasmin.

## Origine du nom
La voie porte le nom de l'architecte Patrice Boudard (1880-1915), mort au champ d'honneur.

## Historique
- La voie est ouverte à la circulation publique en 1959.
- En 1950, le syndic de la voie est invité à faire procéder à la réfection des trottoirs qui, sur toute leur longueur, sont défoncés et présentent l’aspect de fondrières qui constituent un danger permanent pour les usagers[2].
- Le nom de la villa, longtemps orthographié à tort Boudart, a été corrigé par une décision de la ville de Paris le 3 avril 2009[3].

## Bâtiments remarquables et lieux de mémoire
Deux immeubles de la villa ont été construits par Patrice Boudard, en collaboration avec Gilbert Brière, dans les années 1913-1920.